# Лорі Сандрі
Лорі Сандрі (порт. Lori Sandri, 29 січня 1949, Енкантаду — 3 жовтня 2014, Куритиба) — бразильський футболіст, що грав на позиції півзахисника. По завершенні ігрової кар'єри — тренер.

## Клубна кар'єра
Народився 29 січня 1949 року в місті Енкантаду, штат Ріу-Гранді-ду-Сул. Вихованець юнацьких команд футбольних клубів «Енкантаду», «Інтернасьйонал» та «Агуа Верде».
У дорослому футболі дебютував 1969 року виступами за команду «Ріо-Бранко» (Паранагуа), в якій провів один сезон, а 1970 року грав за іншу місцеву команду «Селето».
1971 року уклав контракт з клубом «Атлетіку Паранаенсе», у складі якого провів наступні два роки своєї кар'єри гравця, а протягом 1973 року захищав кольори клубу «Лондрина».
1974 року перейшов до клубу «Пінейрос», за який відіграв 3 сезони. Завершив професійну кар'єру футболіста виступами за команду «Пінейрос» у 1976 році, де в останній рік був граючим тренером.

## Кар'єра тренера
Розпочав тренерську кар'єру відразу ж по завершенні кар'єри гравця, 1977 року, очоливши тренерський штаб клубу «Убераба», після чого очолював низку місцевих та іноземних клубів. У Бразилії він мав багато досягнень, зокрема виграв чемпіонат штату Ріу-Гранді-ду-Сул у 1998 році з «Жувентуде», завершивши сезон без жодної поразки, а у 2004 році з «Інтернасьйоналом». Крім того з командою «Ботафогу Сан-Паулу» Лорі став віце-чемпіоном штату Сан-Паулу в 2001 році, що є найкращим результатом клубу в історії, а з «Корітібою» посів 2 місце у бразильській Серії В у 1995 році, вивівши клуб до Серії А на наступний сезон. Загалом як тренер провів понад 250 ігор у чемпіонаті Бразилії.
За кордоном він працював тривалий час у Саудівській Аравії, вигравши кілька національних трофеїв, а 1992 року з «Аль-Шабабом» здобув Клубний кубок чемпіонів Перської затоки.
Також 1996 року працював у еміратському  «Аль-Айн», після чого з наступного року очолював національну збірну ОАЕ, з якою брав участь у кваліфікації до чемпіонату світу 1998 року. Згодом у 2002–2003 роках попрацював і у японському футболі, тренуючи протягом двох сезонів клуб Джей-ліги «Токіо Верді».
У червні 2008 року Сандрі вперше відправився тренувати європейський клуб, працюючи з португальським «Марітіму». З командою брав участь у Кубку УЄФА 2008/09, де команда в першому ж раунді вилетіла від іспанської «Валенсії» (0:1, 1:2). У чемпіонаті команда теж н показувала високих результатів і у лютому покинув команду.
Останнім місцем тренерської роботи був клуб «Ботафогу Сан-Паулу», головним тренером команди якого Лорі Сандрі був протягом 2012 року.
Помер 3 жовтня 2014 року на 66-му році життя у місті Куритиба від пухлини мозку.

## Титули і досягнення

### Як тренера
- Чемпіон штату Ріу-Гранді-ду-Сул (2):

«Жувентуде»: 1998
«Інтернасьйонал»: 2004
- Клубний чемпіон Перської затоки (1):

«Аль-Шабаб»: 1992